# Andrzej Kotula
Andrzej Kotula (sinh ngày 10 tháng 2 năm 1822 - mất ngày 10 tháng 10 năm 1891) là một luật sư và nhà hoạt động chính trị người Ba Lan.

## Tiểu sử
Năm 1848, Kotula tốt nghiệp chuyên ngành Luật tại Đại học Vienna. Kể từ năm 1853, ông làm thư ký hành chính ở thị trấn Ipolyság (Slovakia). Ông chuyển đến làm công chứng viên tại thị trấn Frysztat (Cộng hòa Séc) vào năm 1853. Năm 1867, Kotula trở lại Cieszyn (Ba Lan) và điều hành một văn phòng công chứng cho đến những năm tháng cuối đời.
Kotula luôn rất tích cực tham gia vào các hoạt động công ích. Ông là thư ký của hội Czytelnia Ludowa (People's Library), thành viên của nhiều tổ chức và là một trong những nhà sáng lập của Hiệp hội Trường học Công quốc Cieszyn (Macierz Szkolna Księstwa Cieszyńskiego).
Kotula có niềm yêu thích đặc biệt với lĩnh vực thực vật học. Ông đã sưu tầm và bảo tồn nhiều loài thực vật thuộc họ nấm, cũng như bọ cánh cứng và loài bướm. Bên cạnh đó, Kotula cũng sáng tác thơ, truyện cổ tích và các bản nhạc ballad.